# Албрехт IX фон дер Шуленбург
Албрехт IX фон дер Шуленбург (на немски: Albrecht IX von der Schulenburg; * 12 декември 1609, Апенбург; † 15 август 1642, Залцведел) е благородник от род фон дер Шуленбург в Алтмарк в Саксония-Анхалт, господар в Бетцендорф, Апенбург, Ритлебен, Пробстай Залцведел.

## Произход
Той е най-големият син на Дитрих XI фон дер Шуленбург (1583 – 1618]) и съпругата му Катарина Доротея фон Велтхайм († сл. 1630). Внук е на Албрехт IV фон дер Шуленбург (1535 – 1583) и Доротея фон Велтхайм († 1593), дъщеря на Ахац фон Велтхайм († 1558) и Аделхайд фон Швихелт († 1545).

## Фамилия
Албрехт IX фон дер Шуленбург се жени за Луция Катарина фон Манделслох († 1660), дъщеря на Херман Кламор фон Манделслох (* ок. 1580) и Анна фон Пфлугк (* ок. 1580). Те имат шест деца:
- Анна Катарина (1635 – 1664), омъжена за Георг Фридрих фон Алвенслебен
- Дитрих Херман I фон дер Шуленбург (* 10 март 1638, Пропстай Залцведел; † 12 февруари 1693, Апенбург), женен на 27 октомври 1661 г. в Бетцендорф за фрайин Амалия фон дер Шуленбург (* 28 октомври 1643; † 3 януари 1713), дъщеря на фрайхер Ахац II фон дер Шуленбург (1610 – 1680) и София Хедвиг фон Велтхайм (1607 – 1667)
- Катарина Доротея († 1662)
- Албрехт
- Мария Луиза (1640 – 1675), омъжена за Гебхард Юлиус фон Мандеслох
- София Агнес

## Галерия
- Замък Апенбург
- Чифлик в Бетцендорф
- Пропстай Залцведел, Саксония-Анхалт